# Éparchie Saint-Nicolas de Chicago des Ukrainiens
Pour les articles homonymes, voir éparchie Saint-Nicolas.
L'éparchie Saint-Nicolas de Chicago des Ukrainiens est une éparchie de l'Église grecque-catholique ukrainienne couvrant l'Ouest et le Midwest des États-Unis et ayant son siège à Chicago en Illinois. Elle a été érigée canoniquement le 14 juillet 1961. Le siège de l'éparchie est la cathédrale Saint-Nicolas (en) de Chicago, située dans le quartier de l'Ukrainian Village.

## Liste des éparques
- Jaroslav Gabro (en) (14 juillet 1961 – 28 mars 1980)
- Innocent Lotocky (en) (22 décembre 1980 – 2 juillet 1993)
- Michael Wiwchar (2 juillet 1993 – 20 novembre 2000)
- Richard Seminack (en) (25 mars 2003 – †16 août 2016)
- Venedykt Aleksiychuk (en) (depuis le 20 avril 2017)